# Take It Like a Man (пісня Шер)
«Take It Like a Man» — танцювальний поп-трек, написаний американською співачкою Шер, Тімом Павелом, Тебі Оттохом і Мері Лей. Спочатку він планувався як другий сингл із двадцять п'ятого студійного альбому Шер «Closer to the Truth», але зрештою він вийшов як третій. Пісня «Take It Like a Man» вийшла на цифрових платформах 8 листопада 2013 року та як 12-дюймовий вініловий сингл 16 грудня 2013 року.
28 січня 2014 року вийшов мініальбом із восьми реміксів до пісні загальною тривалістю 1:00:33.
За межами США «Take It Like a Man» дебютувала посівши 48 сходинку в британському чарті «Physical Singles», залишаючись у ньому протягом одного тижня.

## Просування
9 грудня 2013 року з метою реклами «Take It Like a Man» Шер підтвердила у своєму офіційному Twitter-акаунті, що сингл увійде в сет-лист її туру «Dressed to Kill Tour», який розпочався 22 березня 2014 року у Феніксі, штат Аризона.

## Відеокліп
20 листопада 2013 року вийшов відеокліп до реміксу «Take It Like a Man» під назвою «7th Heaven». Він привернув увагу засобів масової інформації тим, що в ньому брали участь моделі, що рекламували до цього спідню білизну «Andrew Christian», а також кілька порноакторів. Моделі спочатку миють машини тілами один одного, а потім веселяться на катамарані серед океану; вони терплять аварію корабля, і їх рятує команда м'язистих рятувальників. Відеокліп закінчується тверкінгом між командою «Tasty & Yummy» та «Hot Bottoms» на порожньому складі. Кадрами для кліпу слугували рекламний ролик нижньої білизну «Andrew Christian».
Шер поділилася посиланням на відео на сайті «YouTube» у своїх офіційних акаунтах у «Twitter» та «Facebook». Британський ЛГБТ-сайт «OUT» похвалив ці зусилля, заявивши, що Шер «справді перевершила себе цим». Відео викликало деякі суперечки, оскільки «YouTube» помітив його попередженням, яке рекомендує перегляд тільки тим, кому 18 років і старше. Станом на 25 вересня 2017 року «Take It Like a Man» набрала понад 1,4 мільйона переглядів.

## Оцінки критиків
Сайт «AllMusic» виділив цю пісню. Видання «Montreal Gazette» назвала «Take It Like a Man» «сором'язливою двозначністю» і «миготливою непритомністю на танцполі».
ЛГБТ-сайт «So So Gay» висловився позитивно: «Вокодер все ще дуже актуальний (…). Це настільки безглуздо Hi-NRG із бітами Eurodance, що це все одно, що пройти десять раундів із Майком Тайсоном під кайфом від попперса». «The Boston Globe» вважав пісню «необхідною» і назвав її «вогненним, небесним вибухом». Газета «Duke Chronicle» був менш прихильний: «яскравий, авто-тюнований твір, що ідеально підходить для танцполу або дівочої вечірки. Ліричний сенс відносно довільний; якоюсь мірою це просто слова у ритмі». Сайт «About.com» відзначив, що пісня «поверулася назад у часі», вказавши «„Take It Like a Man“ містить ефекти авто-тюну епохи „Believe“».
Журнал «Philly» дав змішаний відгук, назвавши пісню «запальною» та «відверте підморгування гей-хлопцям, які десятиліттями тримали Шер на плаву, вся пісня звучить наче так, ніби вона потрапила в ту кабінку з оргскла, в якій стояла для відео „Believe“».

## Трек-лист

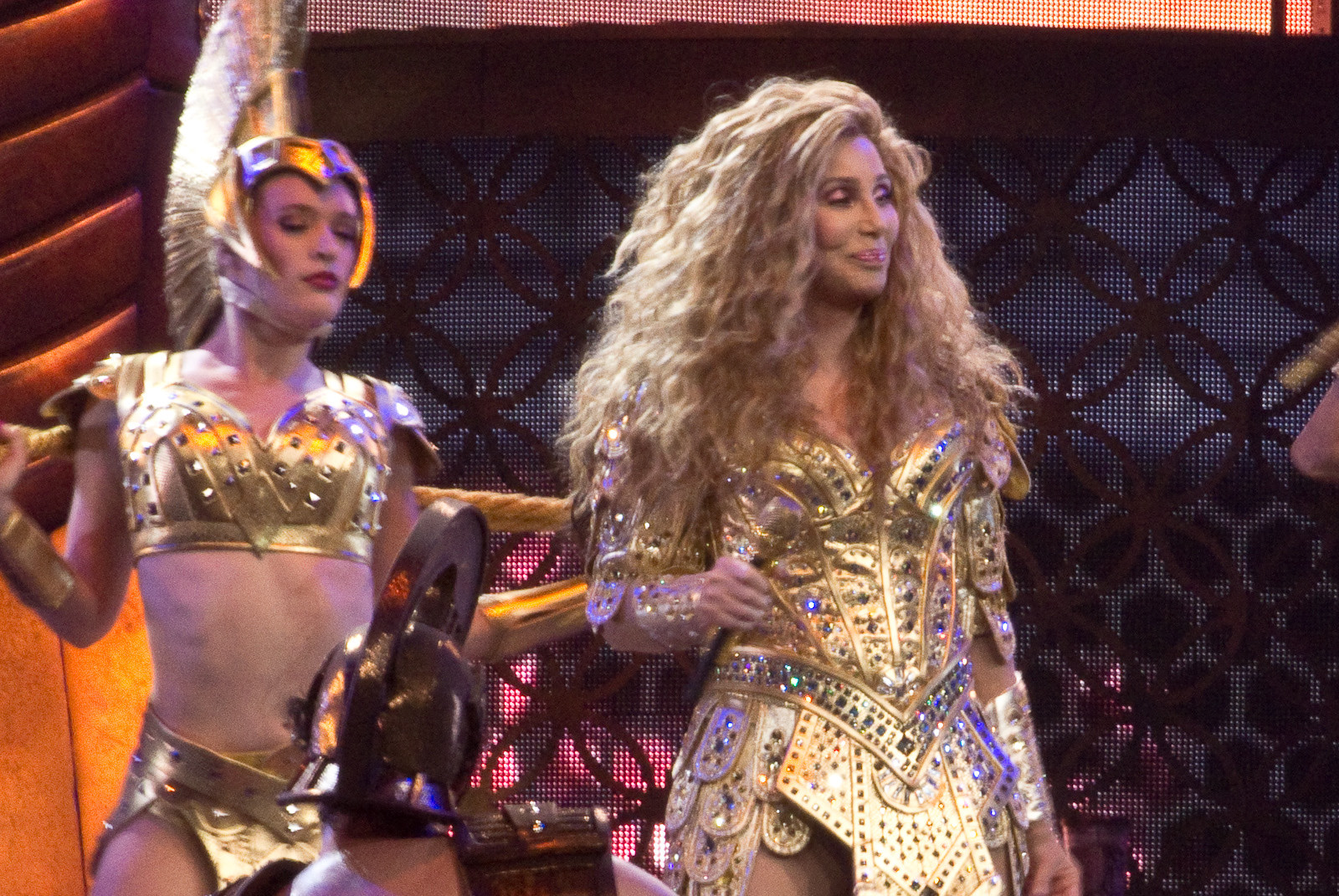
Виконання Шер «Take It Like a Man» під час «Dressed to Kill Tour» 2014 року

- Take It Like a Man — 12-дюймовий сингл / цифровий сингл:

1. «Take It Like a Man» — 4:10
2. «Take It Like a Man» (Over-The-Top Mix) — 6:55
3. «Take It Like a Man» (Over-The-Top Edit) — 3:38
4. «Take It Like a Man» (7th Heaven Mix) — 7:52
5. «Take It Like a Man» (7th Heaven Edit) — 4:41
6. «Take It Like a Man» (Over-The-Top Instrumental) — 6:54

- Take It Like a Man — The Remixes — цифровий мініальбом (EP):[18]

1. «Take It Like A Man» (Tony Moran Destination Club Remix) — 9:20
2. «Take It Like A Man» (JRMX Club Remix) — 7:16
3. «Take It Like A Man» (Paulo & Jackinsky Club Remix) — 7:54
4. «Take It Like A Man» (Dany Cohiba Remix) — 6:17
5. «Take It Like A Man» (Nikno Club Remix) — 6:29
6. «Take It Like A Man» (DJ Laszlo Club Remix) — 8:40
7. «Take It Like A Man» (Myke Rossi Club Remix) — 7:02
8. «Take It Like A Man» (Tony Moran Dub Remix) — 7:35

## Чарти
| Чарт (2013–14)                               | Позиція |
| -------------------------------------------- | ------- |
| США (Hot Dance Club Songs) (Billboard)       | 2       |
| США (Hot Dance Singles Sales (Billboard))    | 9       |
| США (Hot Dance/Electronic Songs) (Billboard) | 23      |

| Чарт (2014)                            | Позиція |
| -------------------------------------- | ------- |
| США (Hot Dance Club Songs (Billboard)) | 38      |

## Історія релізу
| Регіон          | Дата             | Формат              | Лейбл                |
| --------------- | ---------------- | ------------------- | -------------------- |
| Світ            | 8 листопада 2013 | Цифровий сингл      | Warner Bros. Records |
| Велика Британія | 16 грудня 2013   | 12-дюймовий сингл   | Warner Bros. Records |
| Німеччина       | 24 грудня 2013   | 12-дюймовий сингл   | Warner Bros. Records |
| США             | 28 січня 2014    | Цифровий мініальбом | Warner Bros. Records |